# Guignardia alliacea
Guignardia alliacea är en svampart som beskrevs av Motohashi, Jun. Nishikawa & C. Nakash. 2008. Guignardia alliacea ingår i släktet Guignardia och familjen Botryosphaeriaceae.   Inga underarter finns listade i Catalogue of Life.